# Ludwig Mendelssohn

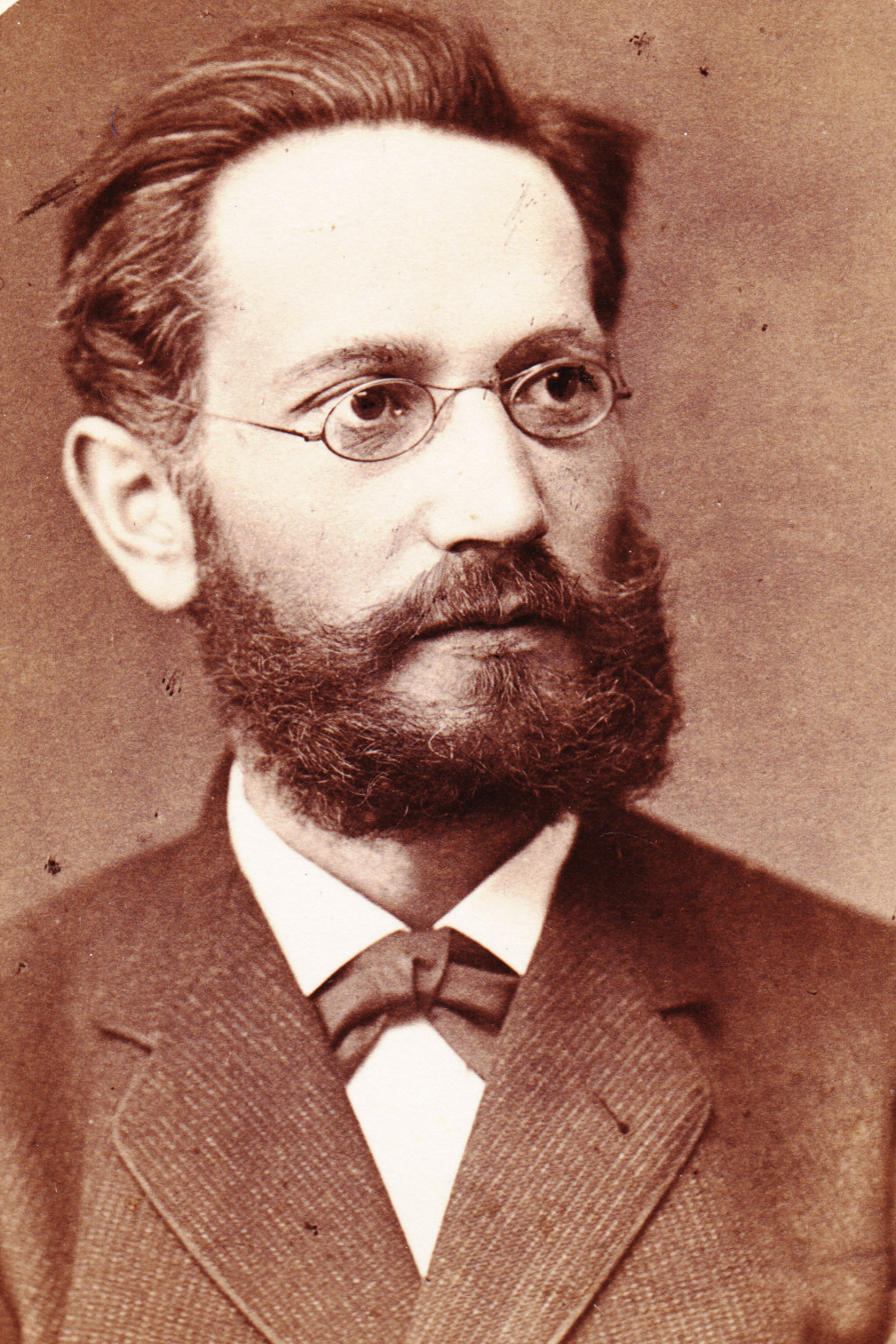
Ludwig Mendelssohn, ca. 1890
Quelle: Monacensia, Literaturarchiv und Bibliothek München

Ludwig August Johann Peter Salomonovich Mendelssohn (auch Ludwig von Mendelssohn; * 6. Juni 1852 in Oldenburg; † 4. Septemberjul. / 16. September 1896greg. in Dorpat) war ein deutscher Klassischer Philologe, der seit 1876 an der Universität Dorpat wirkte.

## Leben
Ludwig Mendelssohn stammt aus der Familie Mendelssohn aus Jever ab und war das sechste Kind des Turnlehrers Salomon Mendelssohn (1813–1892) und der Johanna, geb. Philipsohn und wurde evangelisch getauft; sein Vater blieb zeitlebens jüdischen Glaubens. Nach der Reifeprüfung am Oldenburger Gymnasium studierte Ludwig Mendelssohn ab 1870 Klassische Philologie an der Universität Göttingen, wo er noch im ersten Jahr die Preisaufgabe der Universität löste (de Eratosthenis chronographi fontibus et auctoritate). Unter den akademischen Lehrern beeinflussten ihn besonders Hermann Sauppe und Kurt Wachsmuth.
Im Herbst 1871 wechselte Mendelssohn an die Universität Leipzig und schloss sich an den Textkritiker und Latinisten Friedrich Ritschl an, der ihn in seine societas philologa und in das Philologische Seminar aufnahm. Unter Ritschl kam Mendelssohn auch zu ersten Veröffentlichungen. Aus einer Preisaufgabe Ritschls entstand Mendelssohns Doktorarbeit, mit der er 1873 promoviert wurde. Die Habilitation folgte im Sommer 1874.

### Wanderjahre
Mendelssohns erste Arbeiten betrafen die antike Chronologie, zu der er zahlreiche Verbesserungen vorschlug. Seine Forschung wurde von vielen Fachleuten rezensiert und löste eine Auseinandersetzung mit den Historikern Theodor Mommsen, Benedikt Niese und Alfred von Gutschmid aus. Mendelssohn griff in diese Debatte kaum ein, da er sich seit Herbst 1874 auf einer Forschungsreise in Italien befand, die vom sächsischen König finanziell unterstützt wurde. Er untersuchte Handschriften in den Bibliotheken von Mailand, Florenz, Venedig und Rom und sammelte Material für seine späteren Editionen.

### Lehrtätigkeit in Leipzig und Dorpat
Nach seiner Rückkehr aus Italien begann Mendelssohn im Wintersemester 1875/1876 seine Lehrtätigkeit als Privatdozent an der Universität Leipzig. Aber bereits im Sommer 1876 erhielt er einen Ruf an die Kaiserliche Universität Dorpat zum außerordentlichen Professor, dem er zum 20. August folgte. Zu dieser Zeit war die Universität Dorpat eine deutschsprachige Universität, deren Studentenzahl stetig stieg. Mendelssohn ließ seine Forschungsarbeit vorerst ruhen, um sich ganz der Lehre und Verwaltung zu widmen. Sein Kollege war Wilhelm Hoerschelmann, der mit ihm gemeinsam in Göttingen studiert hatte. Im Februar 1878 wurde Mendelssohn zum ordentlichen Professor ernannt.

### Heirat und Kinder
Mendelssohn heiratete am 30. April 1877 die baltische Adelige Alexandrine von Cramer (1849–1922) und hatte mit ihr vier Kinder: Walter von Mendelssohn (1883–1955), späterer Oberstudienrat in Straussberg, den späteren Kunsthandwerker Georg Mendelssohn (1886–1955), den Schriftsteller Erich von Mendelssohn (1887–1913) und die die spätere Graphologin und Schriftstellerin Ania Teillard (geboren als Anja von Mendelssohn, später Ania Adamkiewicz-Mendelssohn, dann Ania Teillard, 1889–1978).

### Editionstätigkeit: Appian, Herodian und Zosimos
In den Jahren nach der Ernennung erschienen die ersten Früchte von Mendelssohns italienischer Reise: Seine zweibändige kritische Ausgabe des Historikers Appian (Leipzig 1879–1881) stellte den Text erstmals auf eine verlässliche Grundlage, da Mendelssohn seit Johann Schweighäuser (1742–1830) der Erste war, der Handschriften des Autors eingesehen hatte. Mendelssohns Ausgabe wurde von der Fachwelt mit Wohlwollen aufgenommen, da sie zwar in Einzelheiten verbesserungswürdig war, aber insgesamt den Text zuverlässig wiedergab.
Mendelssohns nächste Arbeiten waren Ausgaben der griechischen Historiker Herodian (Leipzig 1883) und Zosimos (Leipzig 1887), mit denen er die Ausgaben Immanuel Bekkers ersetzte und erstmals einen Text vorlegte, der auf breitem Handschriftenstudium basierte. Für diese Ausgaben verwendete Mendelssohn das Material seiner ersten italienischen Reise und das seiner zweiten (1884), auf der er Venedig, Mailand und Florenz besuchte.

### Erhebung in den Adelsstand
Für seine wissenschaftlichen Verdienste wurde Mendelssohn vom russischen Zaren Alexander II. mit dem St. Annenorden erster Klasse sowie dem Titel Wirklicher Staatsrat geehrt, mit dem er in den erblichen Adelsstand erhoben wurde. Sein Enkel Peter wandelte das „von“ beim Erwerb der britischen Staatsbürgerschaft 1939 in ein „de“ um.

### Marginalisierung an der Universität Dorpat
Mit der 1886 einsetzenden Russifizierung der Universität Dorpat auf Initiative des Kuratos Michail Nikolajewitsch Kapustin wurde die Situation für die deutschsprachigen Professoren und Studenten zunehmend schwierig. 1892 ordnete Kapustin an, dass nach Ablauf von drei Jahren alle Professoren auf Russisch vorzutragen hätten. Die Hörerzahlen bei den deutschen Professoren sanken dramatisch. Dies führte bei dem zurückgezogen lebenden Mendelssohn zu einer schweren Depression, die sich verstärkte, als sein Freund und Kollege Hoerschelmann 1895 starb.
Seine Forschungsarbeit setzte Mendelssohn unermüdlich fort. 1893 erschien seine Ausgabe der Briefe Ciceros, die auf Handschriftenstudien in Italien, England und Frankreich beruhte. Seine letzte große Arbeit waren eine Ausgabe des Aristeasbriefes, die er selbst nicht mehr fertigstellen konnte. Am 16. September 1896 verließ er abends das Haus und blieb tagelang verschwunden, bis man seine Leiche im Embach fand.

## Leistungen
Mendelssohns Textausgaben bedeuteten entscheidende Fortschritte für die Altertumswissenschaft. Bis auf den Aristeasbrief, den sein Dorpater Kollege Michail Nikititsch Krascheninnikow und der damalige Berliner Gymnasiallehrer Paul Wendland postum herausgaben, wurden alle Ausgaben noch im 20. Jahrhundert nachgedruckt und stellen die Grundlage für die Textkonstitution der jeweiligen Autoren dar.